# Caussens
Caussens är en kommun i departementet Gers i regionen Occitanien i sydvästra Frankrike. Kommunen ligger i kantonen Condom som tillhör arrondissementet Condom. År 2022 hade Caussens 587 invånare.

## Befolkningsutveckling
Antalet invånare i kommunen Caussens
Referens:INSEE